# 广西实蕨
广西实蕨（学名：Bolbitis annamensis）为实蕨科实蕨属下的一个种。